# Lourenço Martins do Amaral
Lourenço Martins do Amaral (1230 -?) foi um proprietário português, e Senhor das honras de Quinta do Amaral e de Bodiosa, do Souto de Lourosa. Foi detentor de vários latifúndios na cidade de Viseu e em São Pedro do Sul.

## Relações familiares
Foi filho de Martim Afonso do Amaral (1200 -?). Casou com Prisca, senhora fidalga do Reino de Aragão que veio para Portugal com a Santa Isabel de Aragão, Rainha de Portugal de quem foi Camareira Mor, de quem teve:
1. João Lourenço do Amaral (1260 -?) casado com Maria Fernandes Barrantes.